# رابطة الإبحار التكيفي في كولومبيا البريطانية
جمعية الإبحار التكيفي في كولومبيا البريطانية، المعروفة سابقًا باسم جمعية الإبحار لذوي الإعاقة، هي منظمة كندية غير ربحية تهدف إلى تمكين الأشخاص ذوي الإعاقة من ممارسة رياضة الإبحار، التي تُروّج لها باعتبارها "متاحة للجميع وشاملة". يقع مقر الجمعية في فانكوفر، كولومبيا البريطانية، وتملك فروعًا في فيكتوريا، وتشيمانوس، وكيلونا.

## البرامج
تدير جمعية الإبحار التكيفي في كولومبيا البريطانية أسطولًا من ثمانية قوارب شراعية من طراز Martin 16، انطلاقًا من مركز Jericho للإبحار. صُممت هذه البرامج لتتيح للأشخاص ذوي جميع أنواع الإعاقات الاستمتاع بالإبحار، سواء كان ذلك للترفيه أو لتحقيق أداء تنافسي عالٍ.
تتيح تقنية التحكم عبر النفخ والارتشاف للأشخاص الذين يعانون من إعاقات شديدة، مثل الشلل الرباعي، التحكم الكامل بالقارب والإبحار به بمفردهم.
كل موسم، تستضيف جمعية الإبحار التكيفي في كولومبيا البريطانية ما بين 800 إلى 1000 تجربة إبحار في مركز جيريكو وحده، بالإضافة إلى المزيد عبر فروعها الأخرى. وتشمل الأنشطة الإبحار الترفيهي والسباقات التنافسية.
تشدد الجمعية على أن الإبحار "يعزز الحرية والاستقلال" للأشخاص ذوي الإعاقة، بمنحهم الفرصة للمشاركة في رياضة خارجية مثيرة ومليئة بالتحديات.

## التاريخ
تأسست الجمعية عام 1989 على يد سام سوليفان، الذي يعاني من الشلل الرباعي. كانت بداية المشروع باستخدام قارب Sunbird صغير، أُهدي خلال معرض إكسبو 1986 في فانكوفر، عندما قدمته رئيسة الوزراء البريطانية مارغريت تاتشر إلى الرياضي ريك هانسن تكريمًا لجولته العالمية Man in Motion. لاحقًا، منح هانسن القارب إلى سوليفان لدعم الأشخاص ذوي الإعاقة.
في صيفها الأول، سجلت الجمعية 22 رحلة إبحار بمشاركة أفراد ذوي إعاقات متنوعة. وقد تحقق تقدم مهم عام 1993، عندما أُضيفت أدوات التحكم عبر الشرب والارتشاف، مما مكن الأشخاص الذين لديهم حركة محدودة جدًا في الذراعين من الإبحار.
في عام 1995، تم تطوير خليفة Sunbird بواسطة مصمم اليخوت في فانكوفر دون مارتن. يمكن التحكم في Martin 16 بطريقة تقليدية، أو عن طريق عصا التحكم، أو من خلال واجهة sip n' puff.

## المعدات
استخدمت جمعية الإبحار التكيفي في كولومبيا البريطانية في البداية Sunbird، وأضافت إليها عناصر التحكم Sip n' Puff في عام 1993.
مع مرور الوقت، ظهرت قيود استخدام قارب Sunbird، مما دفع سام سوليفان إلى تكليف مصمم اليخوت دون مارتن في فانكوفر بتطوير قارب جديد. وهكذا، تم تطوير قارب Martin 16 عام 1995، مع دمج تقنيات التحكم التقليدي وعبر عصا التحكم وأدوات الشرب والنفخ.
يتميز Martin 16 بعارضة موزونة تجعله قاربًا مستقرًا وآمنًا للغاية، مع بقائه سريع الاستجابة. كما تم تحسين مرونته عام 1998 بإضافة نظام Sip n' Puff المحمول القابل للتركيب حسب الحاجة.

## الجمعيات التابعة
تشكل جمعية الإبحار التكيفي جزءًا من مؤسسة سام سوليفان للإعاقة، التي تضم ست جمعيات تابعة:
- جمعية فرص التنقل في كولومبيا البريطانية.
- كونيكترا.
- جمعية البستانيين المستقلين ذوي الإعاقة.
- رابطة الإبحار التكيفي في كولومبيا البريطانية.

شعار ASABC

- جمعية تيترا لأمريكا الشمالية.
- جمعية فانكوفر للموسيقى المُكيّفة.

## الروابط الخارجية
- Jericho Sailing Centre Association